# Stellan Jonsson
Svante David Stellan Jonsson, född 10 juni 1933 i Östra Ryd, Östergötland, död 11 april 1992 i Norrköping, var en svensk lärare, kompositör och kyrkomusiker. Han var verksam i Immanuelskyrkan i Norrköping. Jonsson tilldelades flera priser och stipendier, bland annat 1977 års Broccmanpris. Han arbetade tillsammans med bland andra sångaren Olle Persson och organisten Hans Fagius.
Stellan Jonsson avled 1992 av en hjärntumör. Han ligger begravd på Krokeks ödekyrkogård.